# シュヴィーツ
シュヴィーツ（ドイツ語: Schwyz [ʃviːt͡s] ( 音声ファイル)、フランス語: Schwytz、イタリア語: Svitto、ロマンシュ語: Sviz）は、スイスのシュヴィーツ州にある基礎自治体（独: Gemeinde）で同州の州都。1291年、今のスイス連邦の元となる永久盟約を結んだ州の一つ。

## 地理

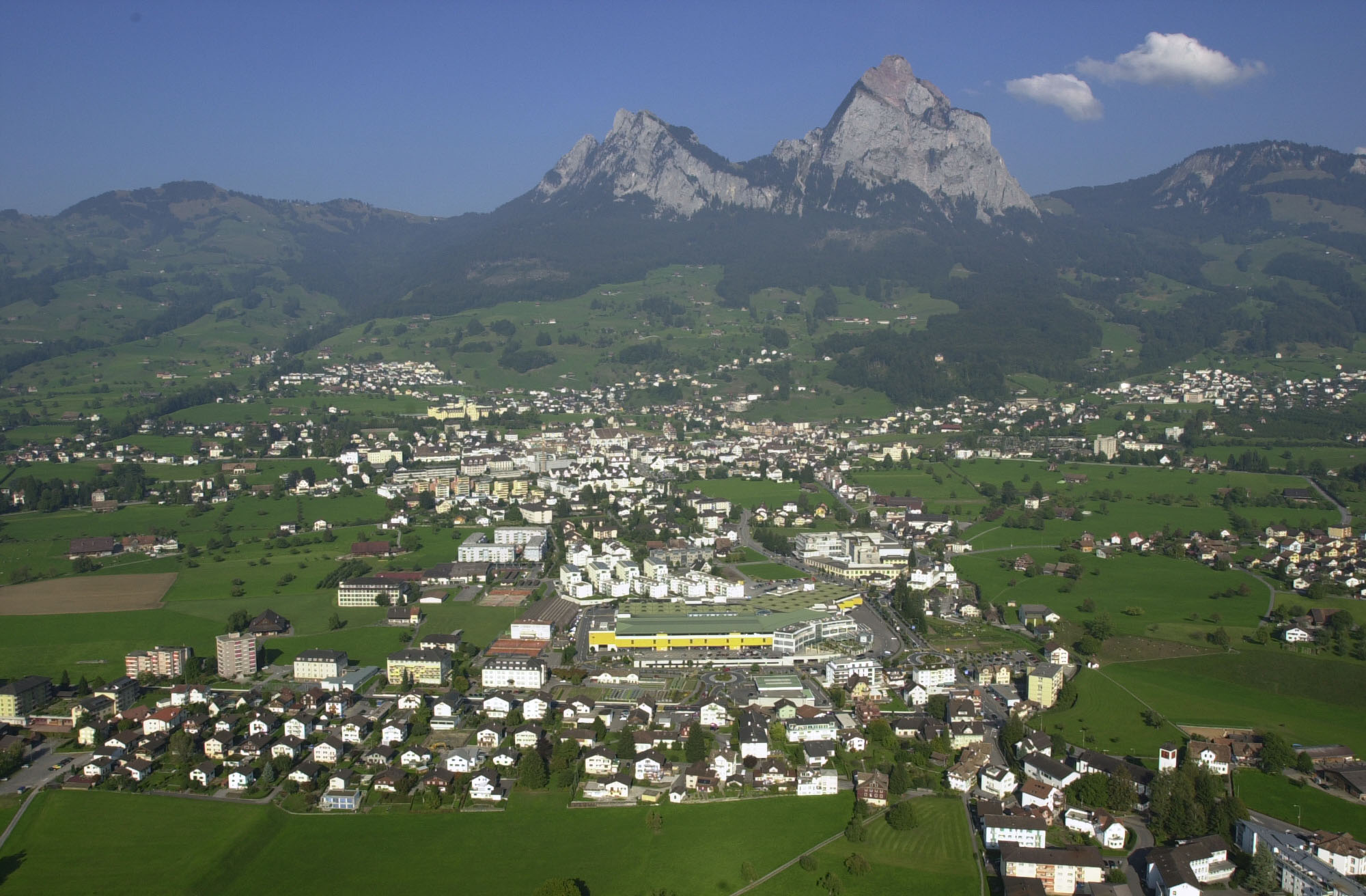
両ミューテン山とシュヴィーツの街

シュヴィーツの面積は53.2 square kilometers (20.5 sq mi)で（2006年現在）、このうち 46.4% が農地、39.1% が森林、8.7% が市街地、5.8% が河川、氷河、山岳等の利用できない土地である。
自治体シュヴィーツは、シュヴィーツ市街の他にイーバッハ、ゼーヴェン、リッケンバッハの各集落も含んでいる。東側にホッホシュトゥックリ、クライナー・ミューテン、グロッサー・ミューテン、ローテンフルー、フルッゲレンシュトックの山々が並ぶ。この山々からムオータ川が流れ、シュヴィーツを通ってルツェルン湖に注ぐ。ハッゲネック峠とホルツェック峠がアルプタールへと越え、イーバーゲレック峠がオーベリベルクへと越える。

## 名称
シュヴィーツの語源は972年に"Suittes"として最初に登場する。
これは英語では"to burn"を意味する古高ドイツ語の"suedan"と関連があるとされ、かつて建物を建てるために燃やされ、除去されたこの地域の森林に言及するものであると伝わる。
この名称はシュヴィーツ州に属する地域、そして後にはスイス連邦（Schweizerische Eidgenossenschaft）にまで使われた。
一方、他の州は15世紀ごろには、この名称を避ける傾向があり、"Schwyzer"という名称は1499年以後、自称として広く使用された。シュヴァーベン戦争の間は、シュヴァーベン側の人が、悪意を持ったののしり言葉として使用した。16世紀にはEidgenossenschaft（「連邦」）やSchwytzerland（「スイス」）も、ほぼ同意味のののしり言葉として使用された。
今日、ドイツ系のスイス人（アレマン人）は、シュヴィーツの名前を、国の名前と同じ意味として使用している。スイス人がサッカーの国際試合で応援する際に使用する"Hop hop Schwyz"は有名である。

## 歴史

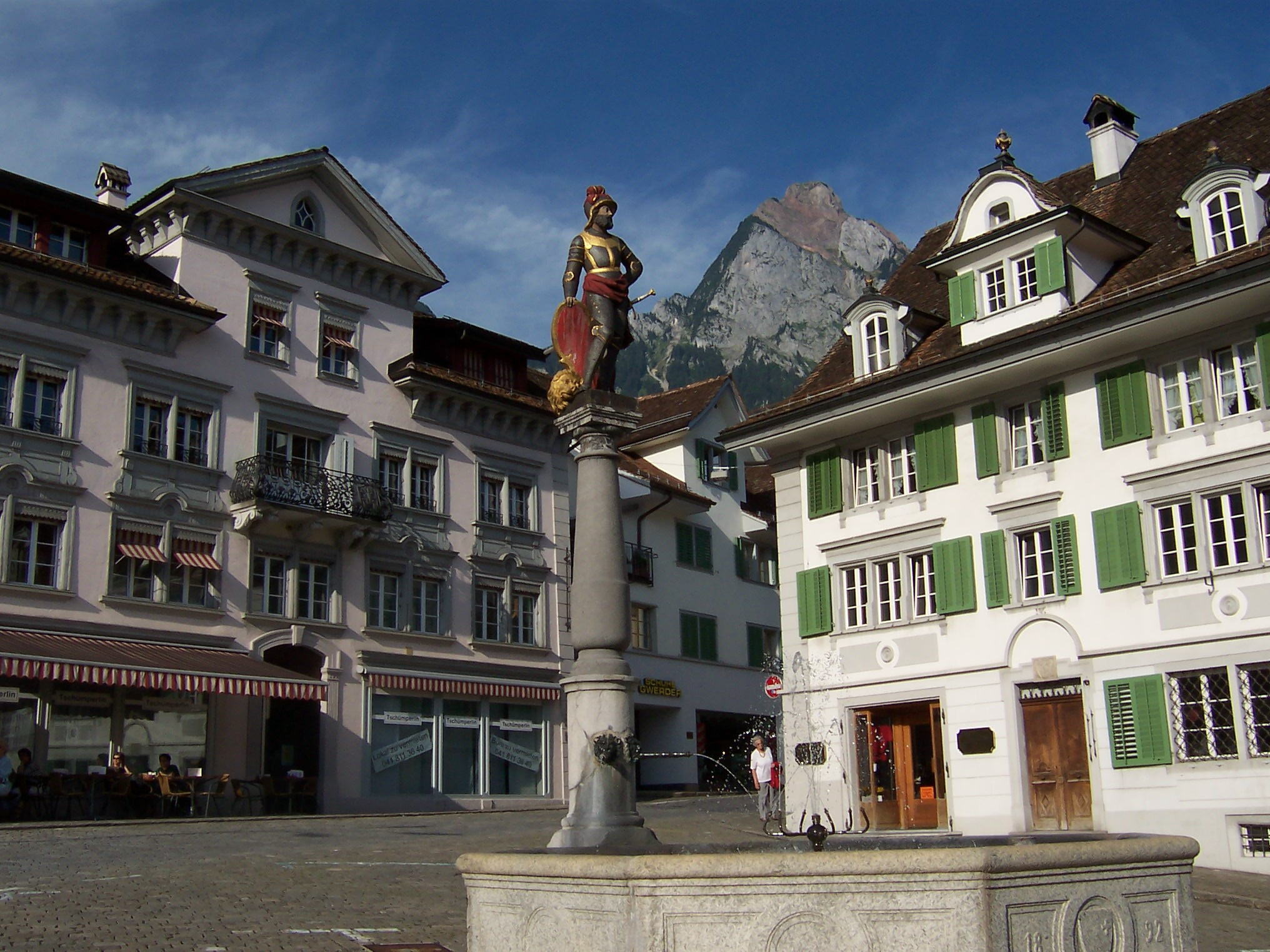
シュヴィーツ中央広場の噴水

シュヴィーツではローマ帝国時代の硬貨が発見されているが、人が居住した証拠となるものは、教区教会にあるアレマン人の8世紀の墓が最も古く、その教会自体も8世紀前半に建てられたものである。この教会は1000年頃にオットー朝ルネッサンス様式（英語版）の教会として建て直されたが、1117年のヴェローナ地震によって倒壊した。1121年にロマネスク建築の建物で教会は再建され、15世紀にはさらに大きな建物に建て替えられたが、1642年にシュヴィーツの大半を焼いた大火事によって焼失した。その後、初期バロック建築の教会が再建されたが、構造的な欠陥から、現在の後期バロック様式の建物に1774年に建て替えられている。
シュヴィーツは、シュヴィーツ州の州都であるため、シュヴィーツ政府は街の行政と州の行政を同時に執り行ってきた。街の歴史も、州の歴史と密接に関連している。
1548年に出されたヨーハン・シュトゥンプの記録によれば、当時のシュヴィーツの街は広場、教会、墓地、市庁舎、宿屋、塔と、木造の家が散在する散村であった。1500年頃には、州名のシュヴィーツと区別するために、街は「キルヒガッセン」（Kilchgassen）と呼ばれたが、これは教会の周りに広がっている村を指す名称で、周辺の村落は含まなかった。1642年の大火事は、中心部の47棟の建物を焼失させたが、街は全体的な再建に入った。より広い広場、放射状に延びる大通り、その中心に位置する新しい教会、新市庁舎が建てられた。家屋は都市的な街家に様変わりし、30もの都市貴族（英語版）の大きな農家が市街地を囲むようになった。

## 国の文化財
下記の写真の他、中近世の住居、ヴァルデックのマナーハウス、Köplihaus 邸がスイスの重要文化財に指定されている。また、シュヴィーツの古い市街全体が、スイスの史跡となっている。

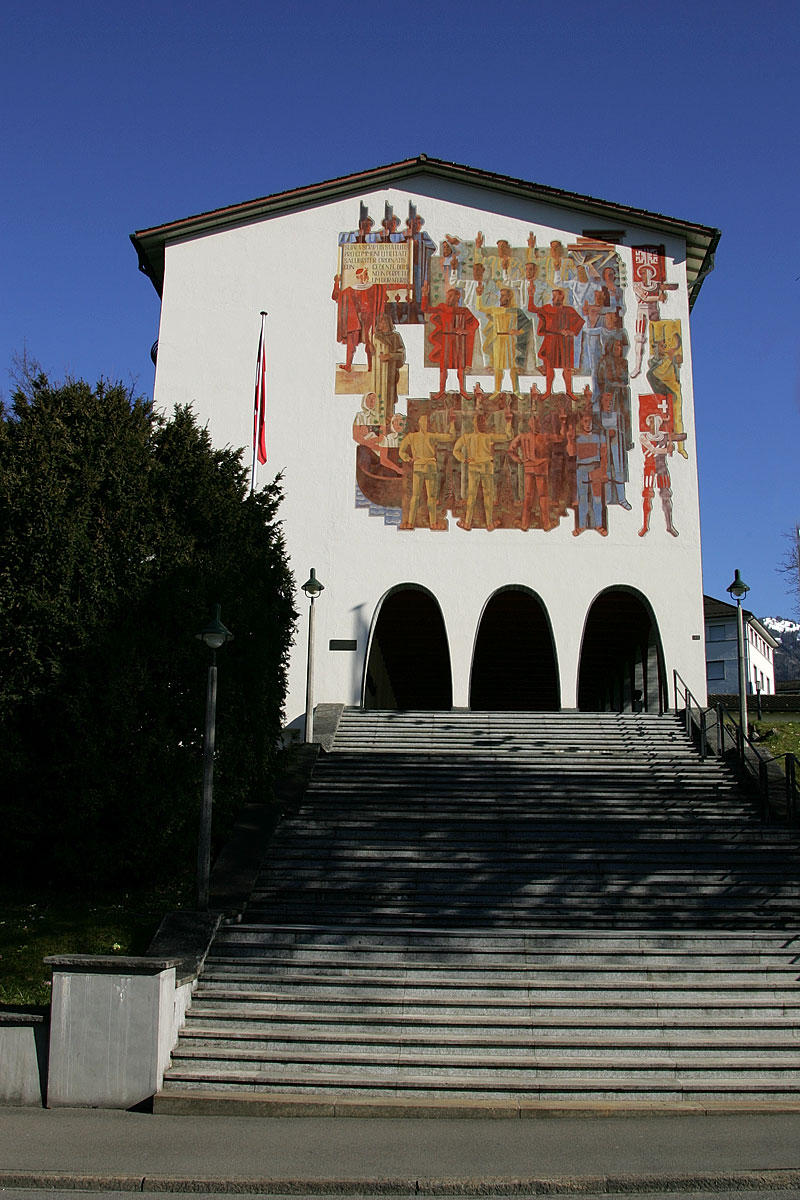
連邦文書館
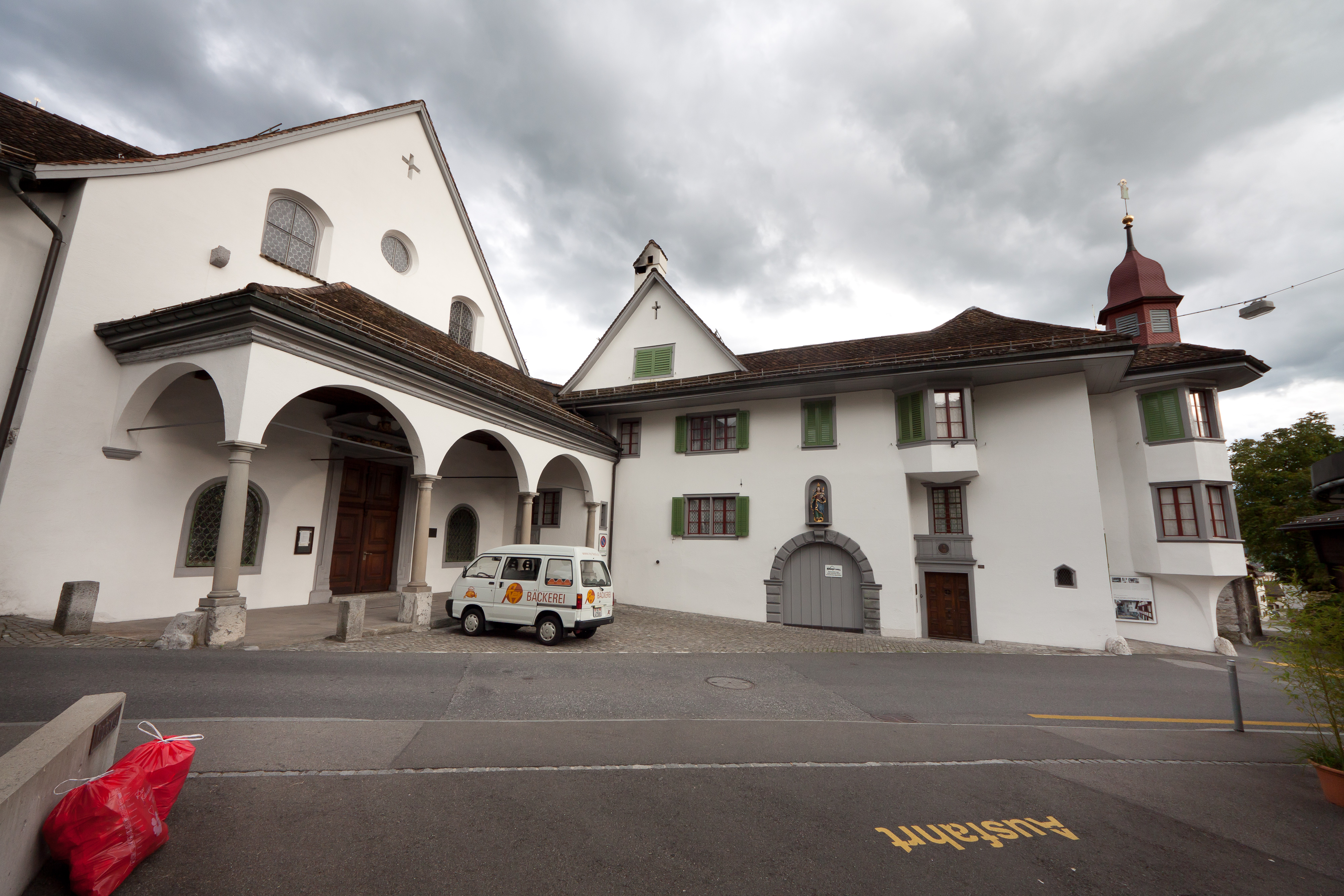
ドミニコ会ザンクト・ペーター・アム・バッハ修道女修道院
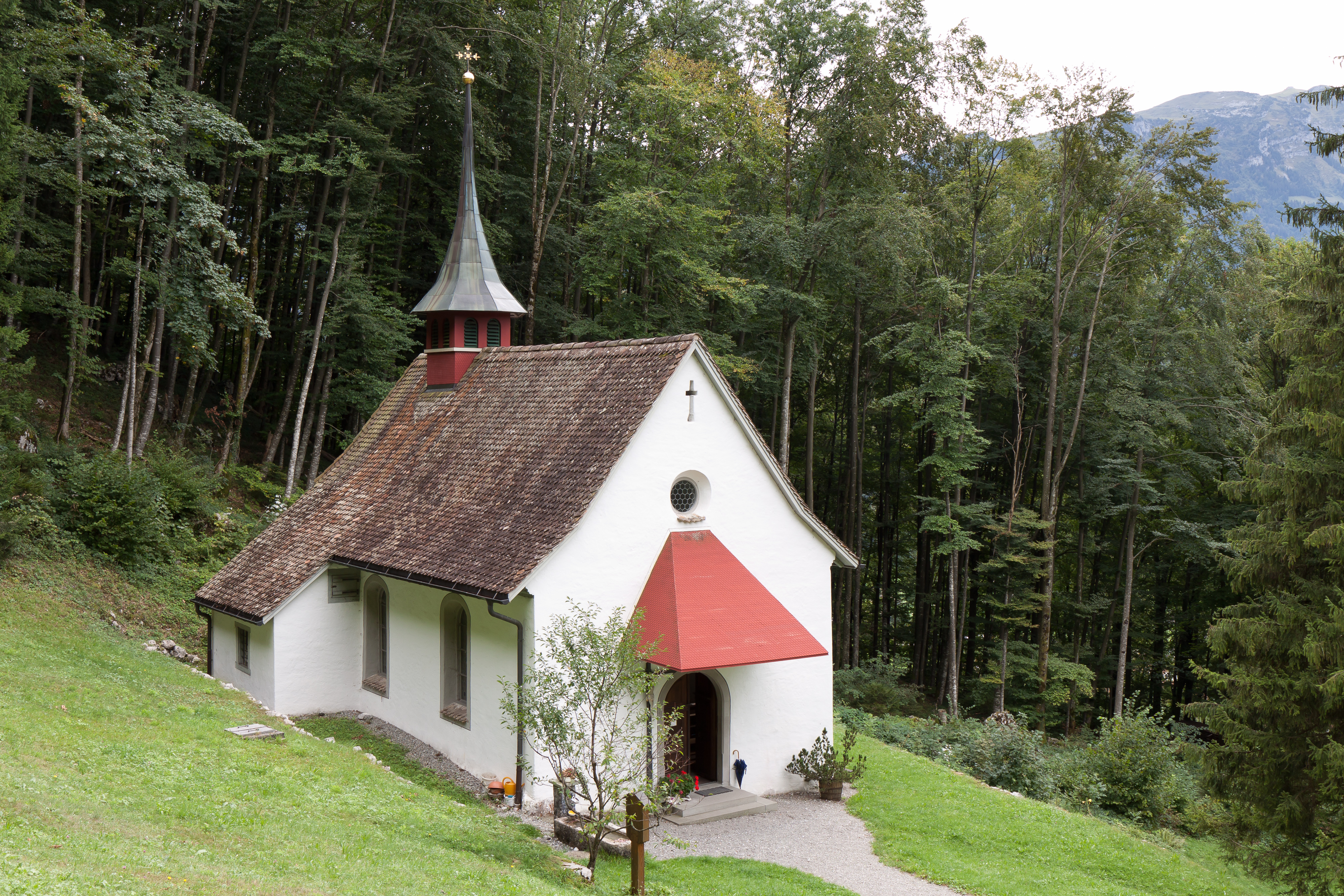
14兄弟礼拝堂遺跡
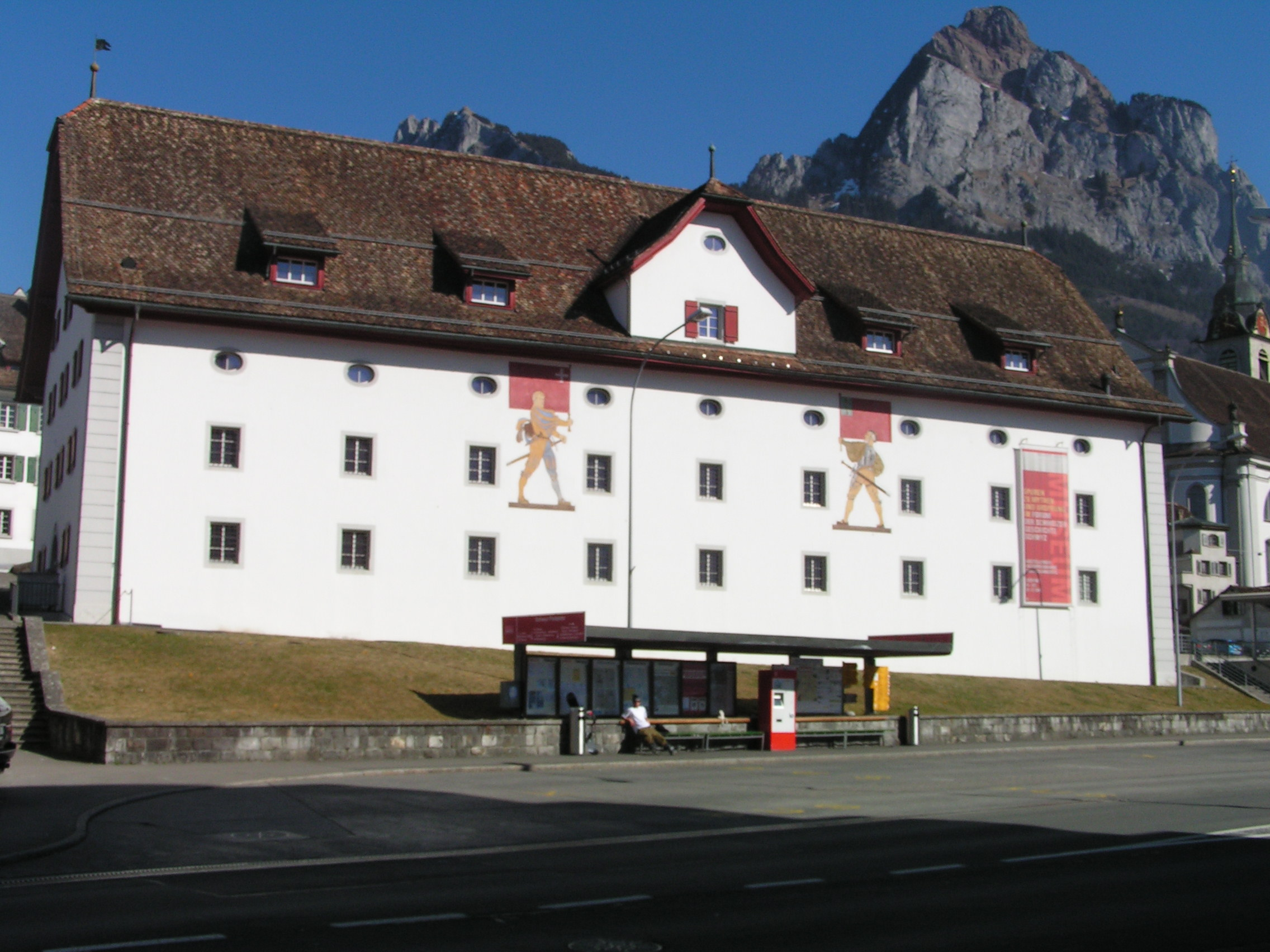
スイス歴史公会堂
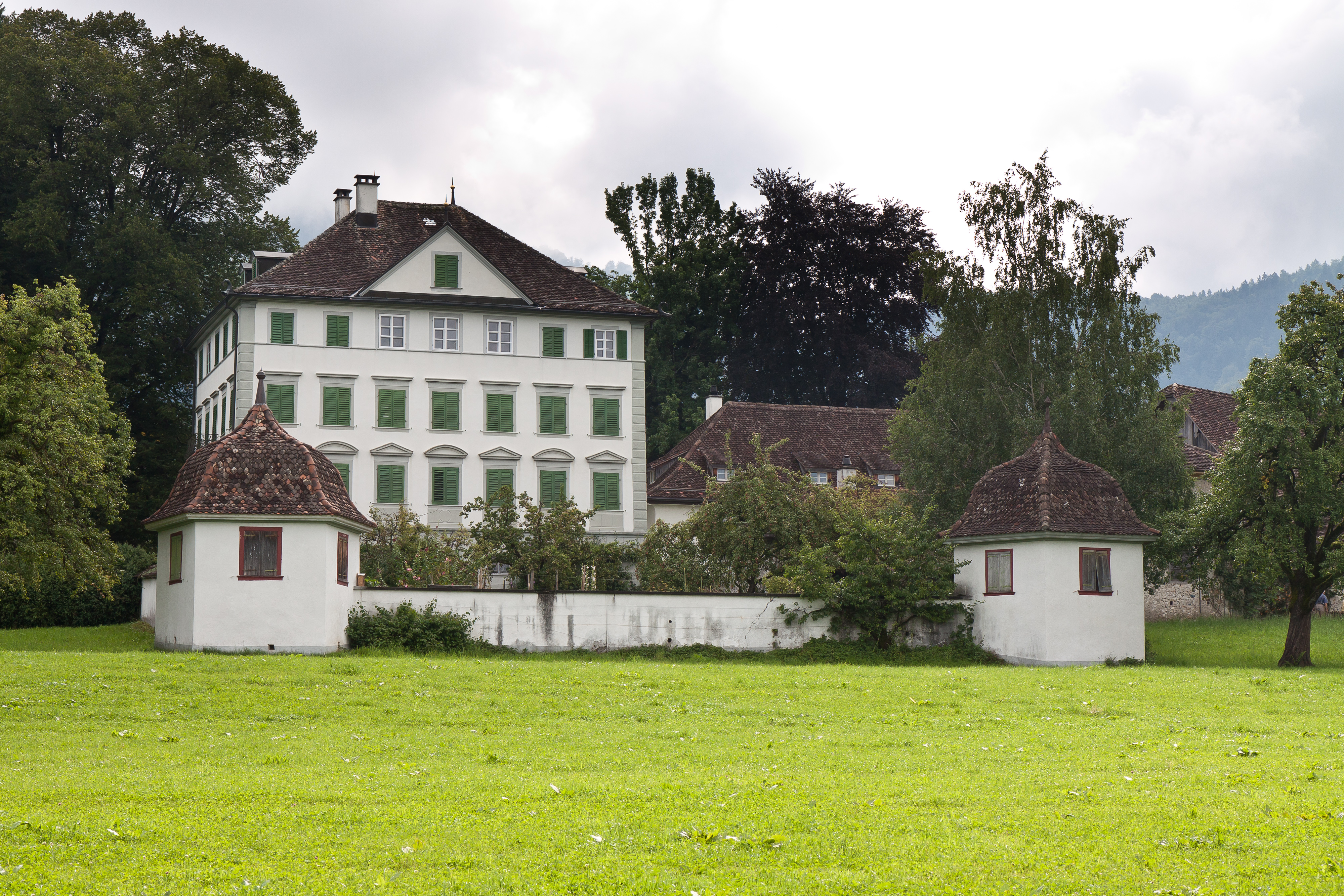
Ab Yberg im Grund 邸
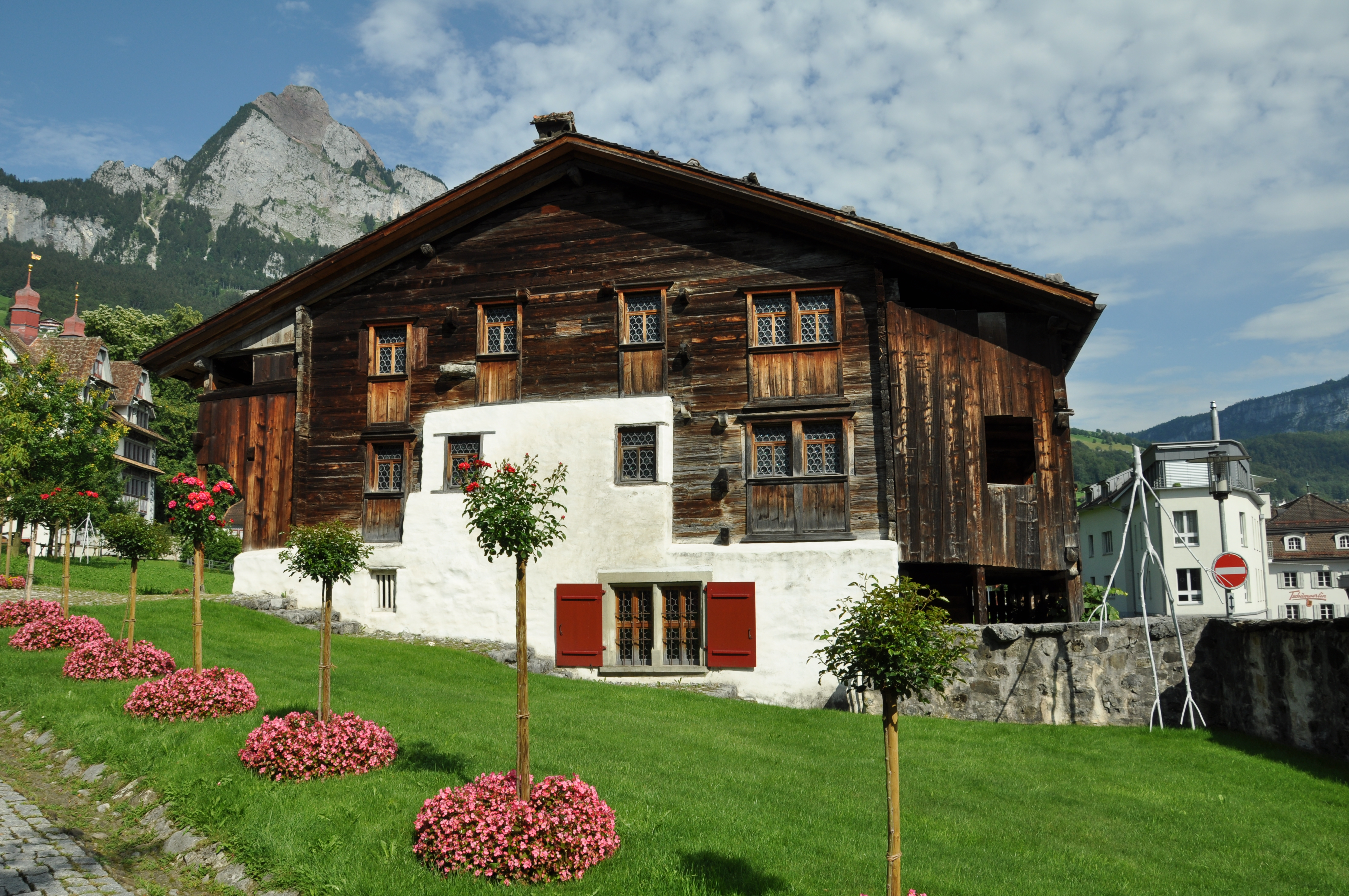
Bethlehem 邸（Reichsstrasse 9）
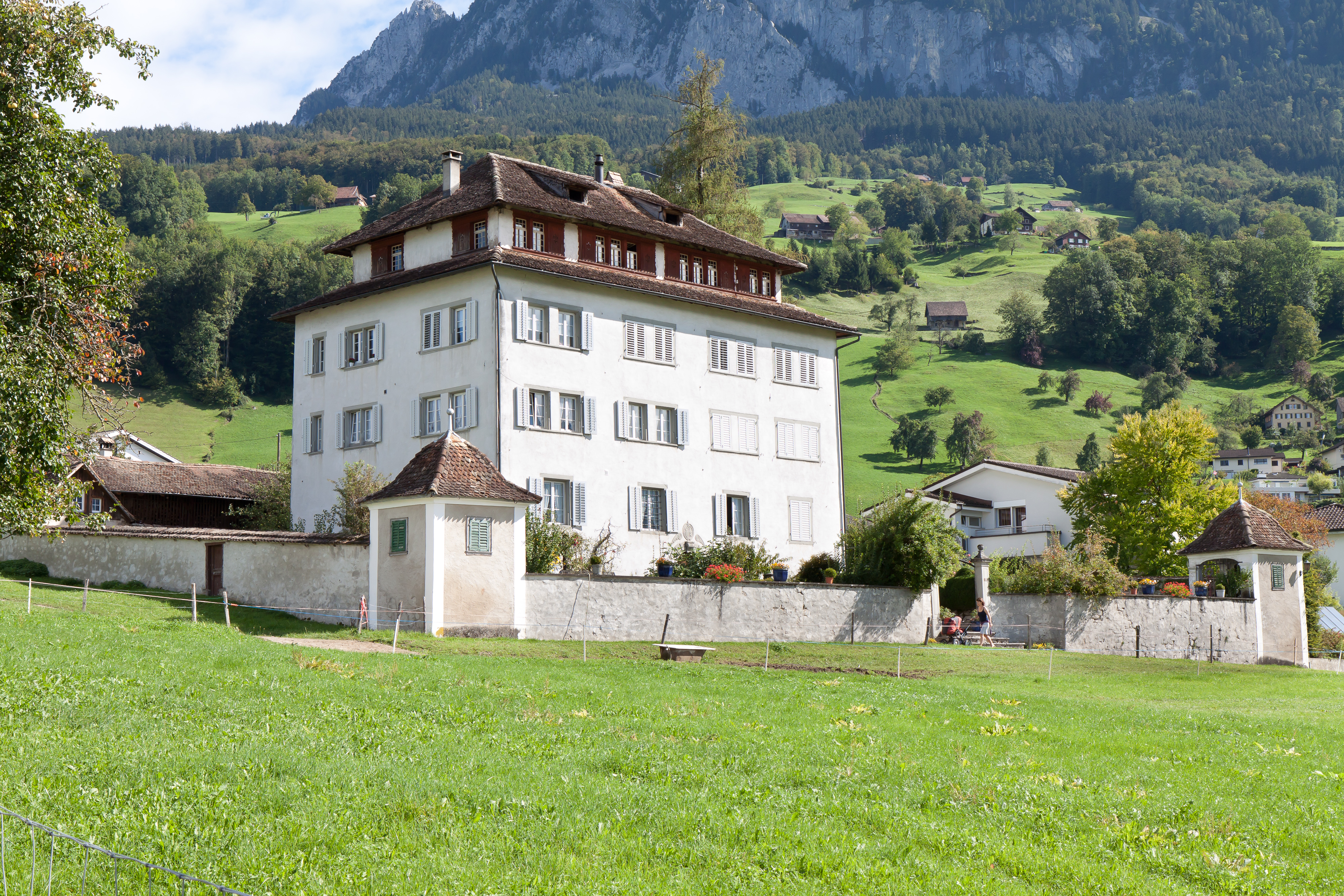
Ceberg im Feldli 邸（Theodosiusweg 20）
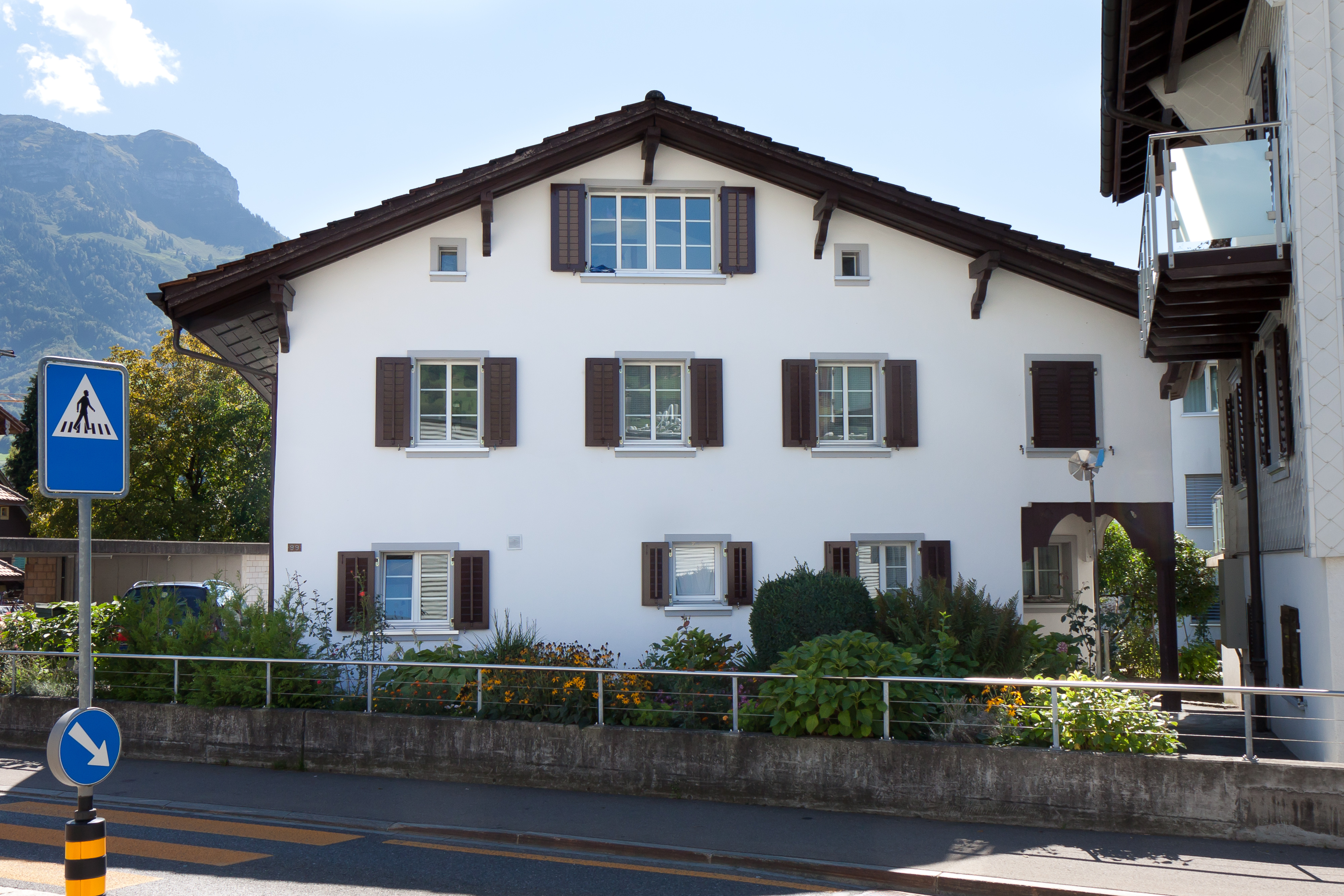
邸宅（イーバッハ Gotthardstrasse 99）
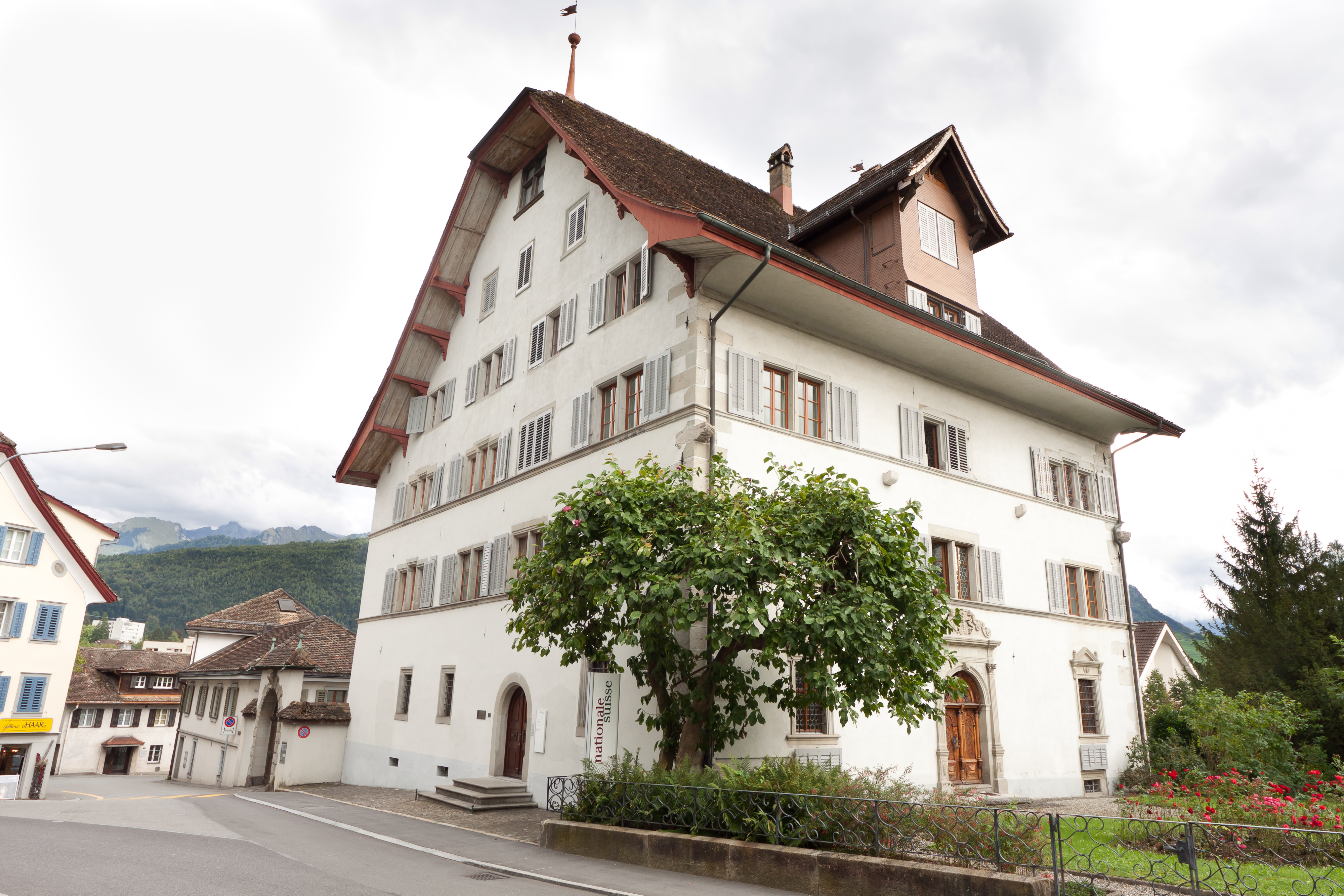
Grosshus 邸（Strehlgasse 12）
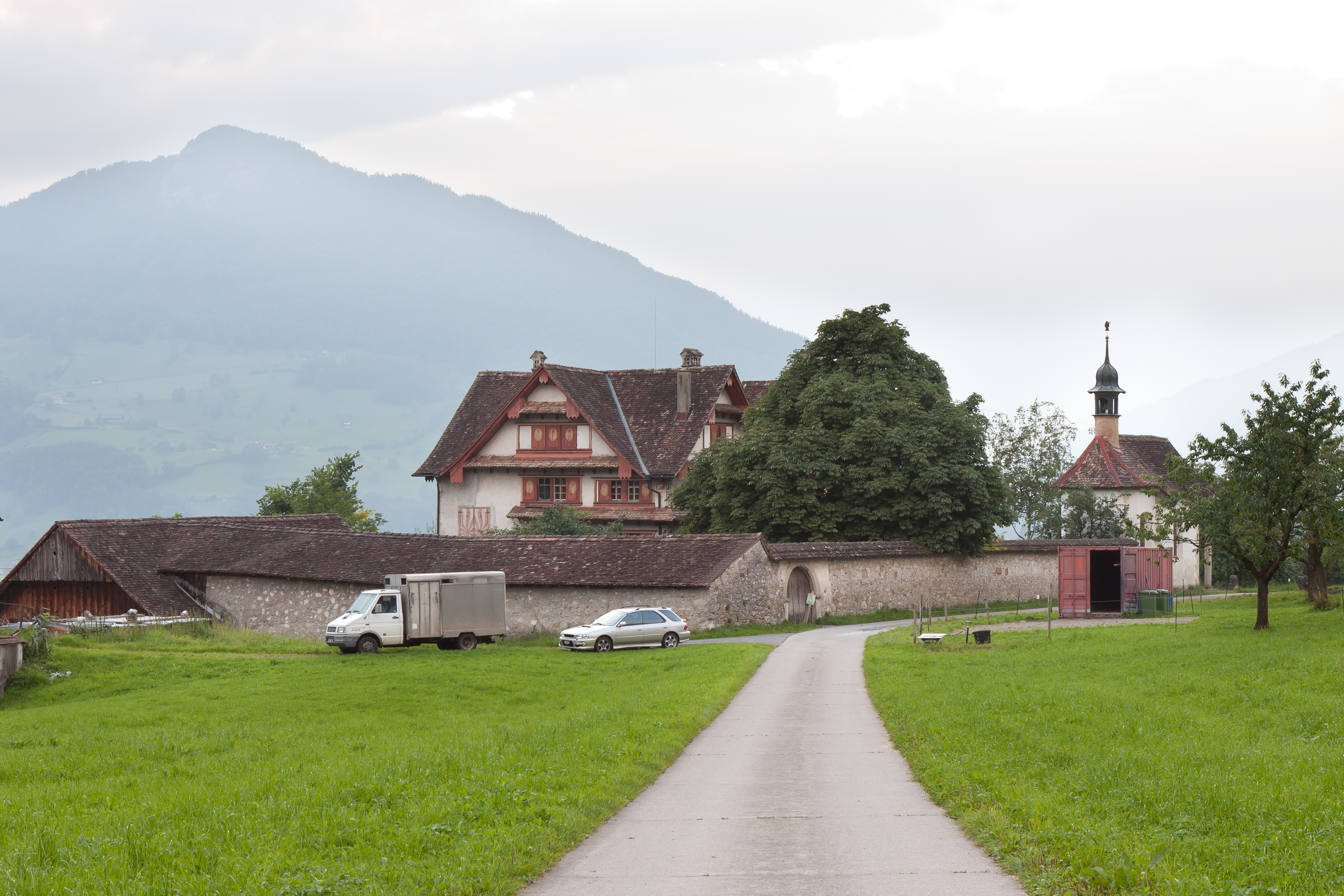
Immenfeld 邸
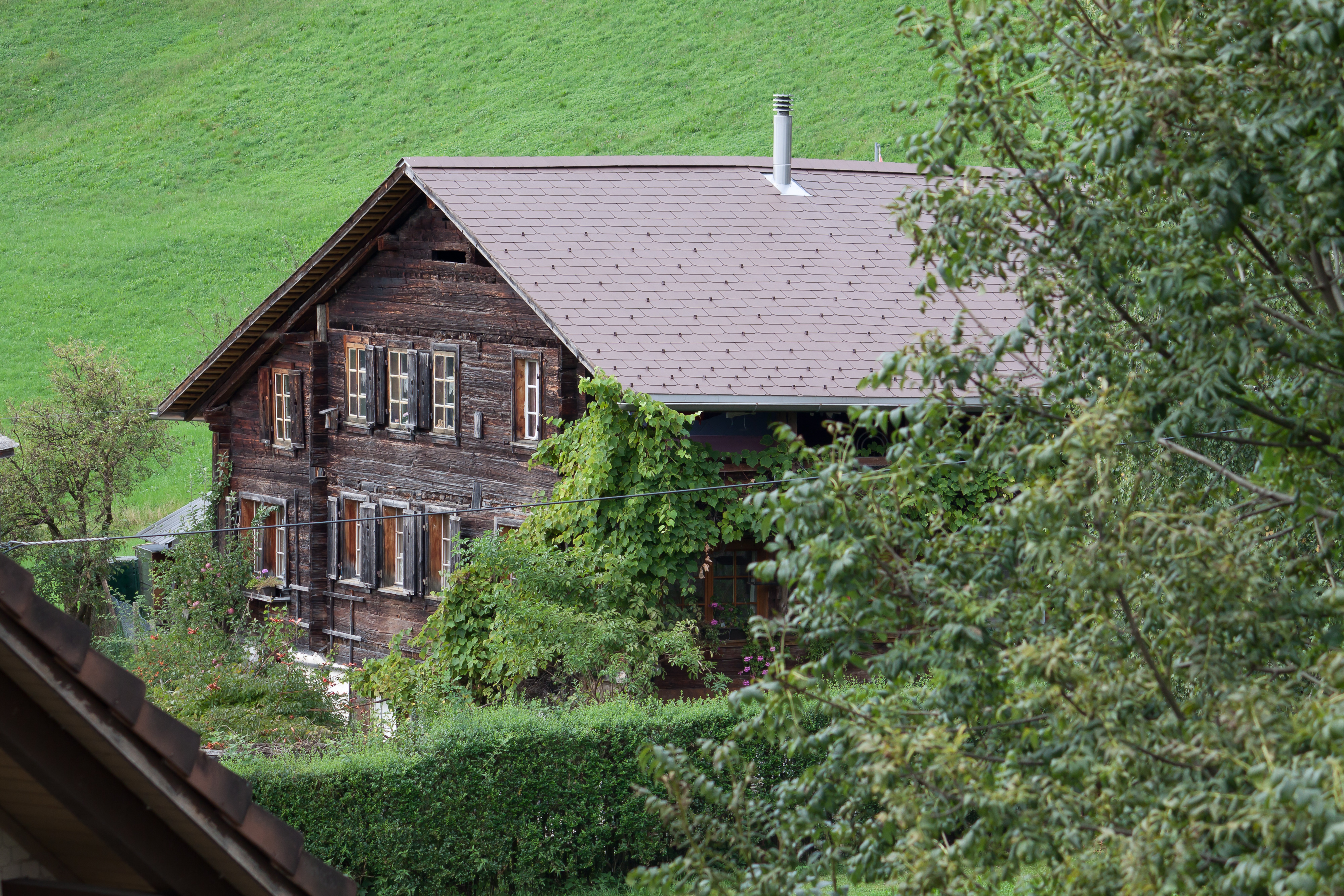
邸宅（カルトバッハ Langfeldweg 14）
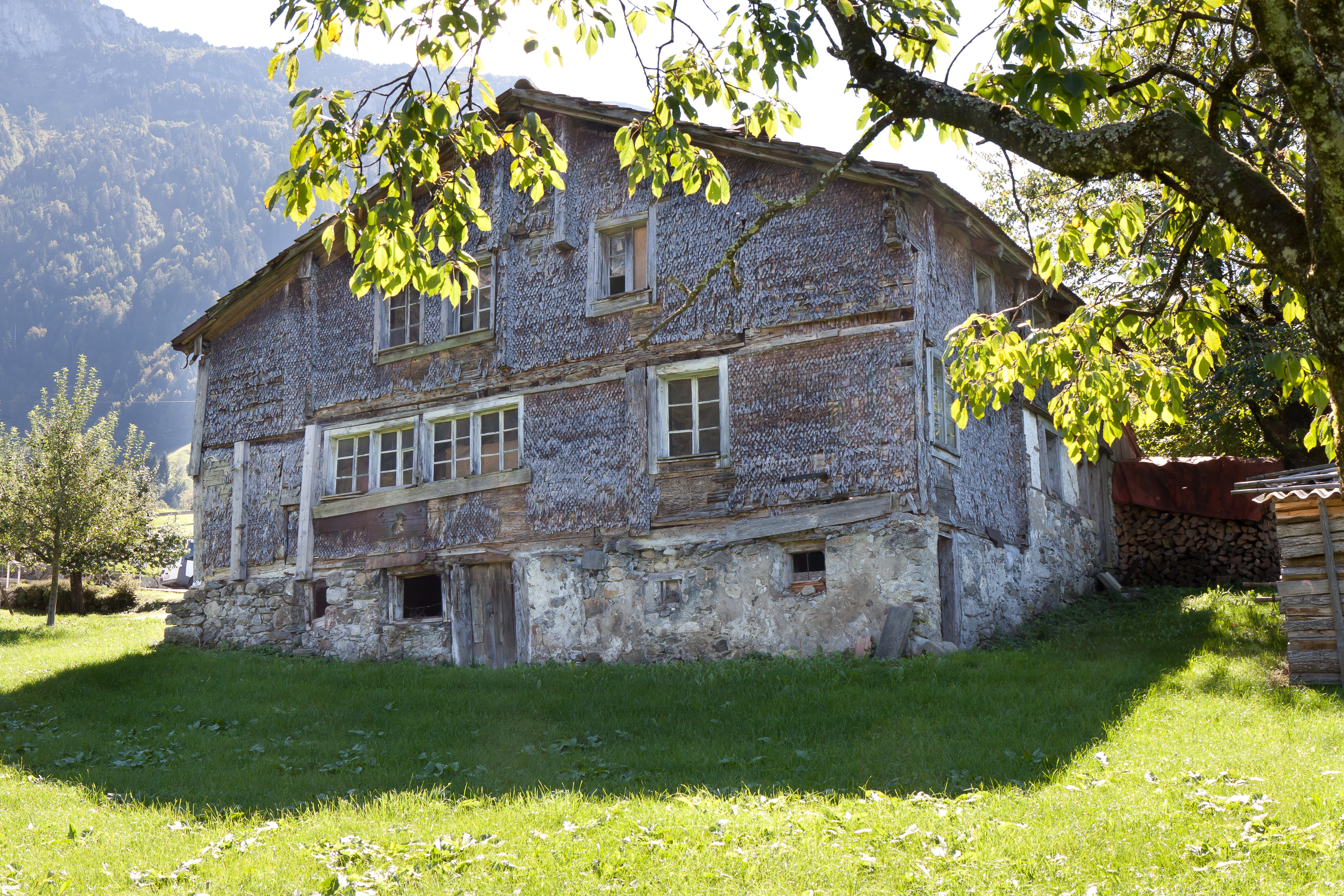
邸宅（イーバッハ Oberschönenbuch 79）
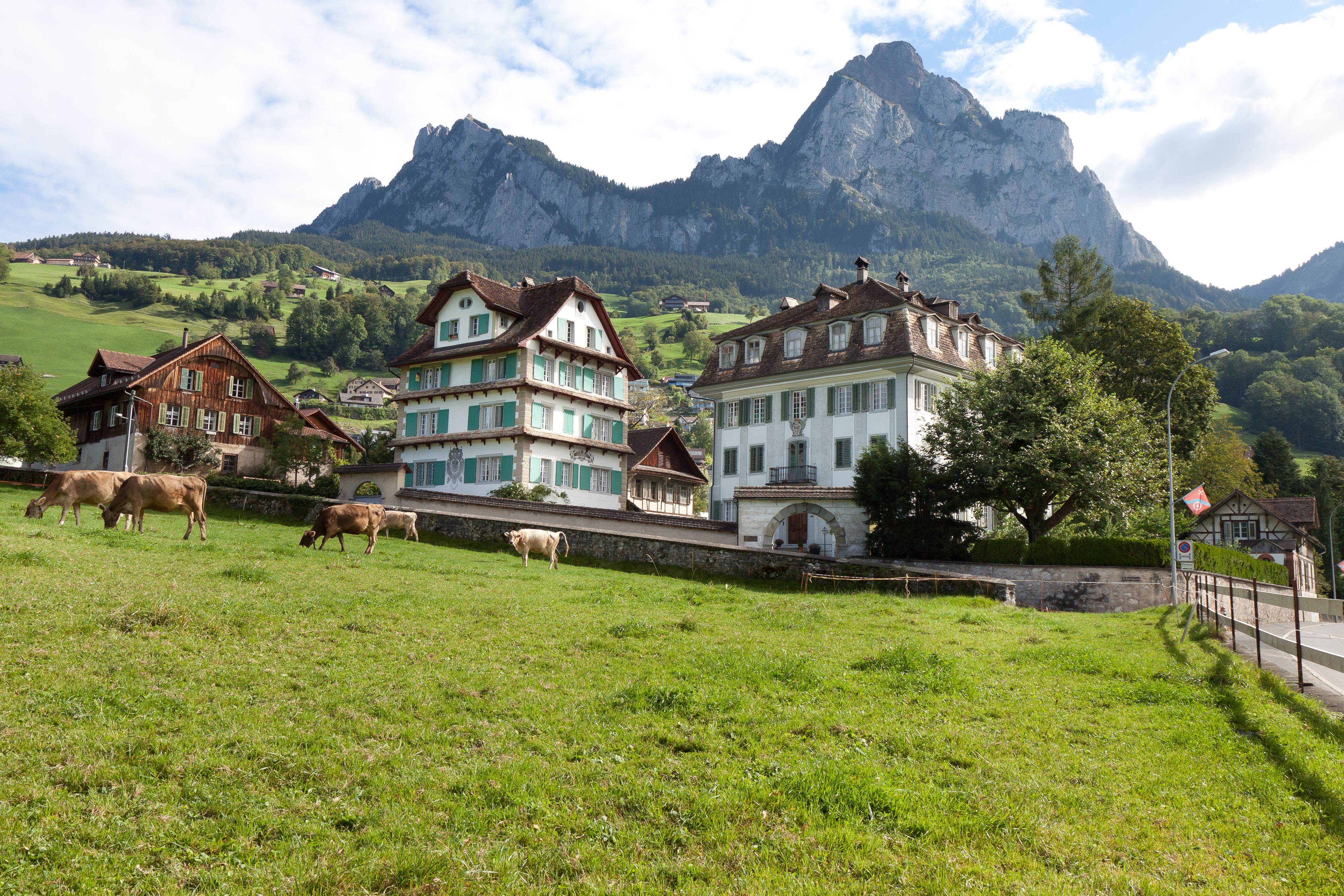
ヘットリンガー邸宅群
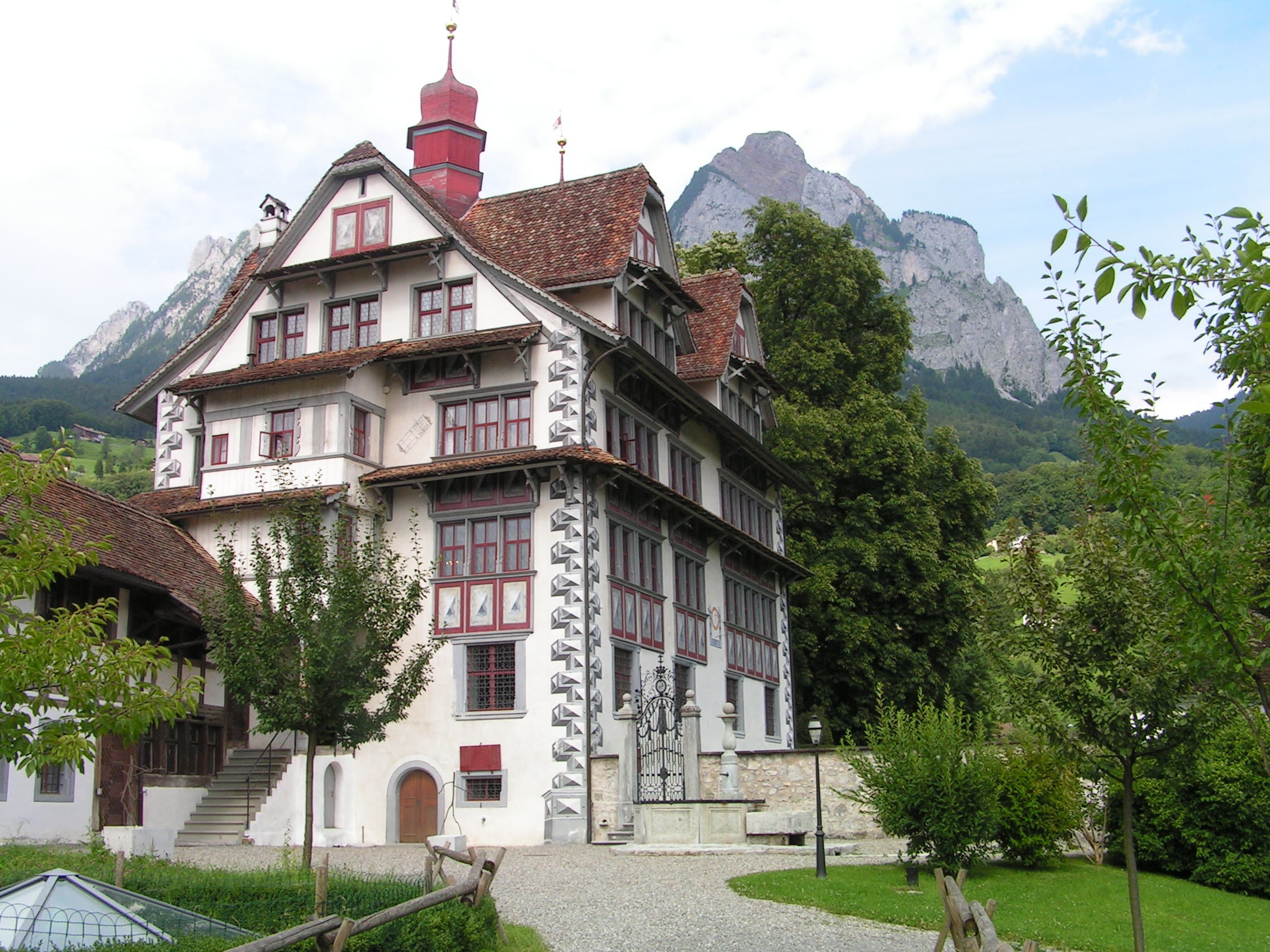
Hofstatt Ital Reding
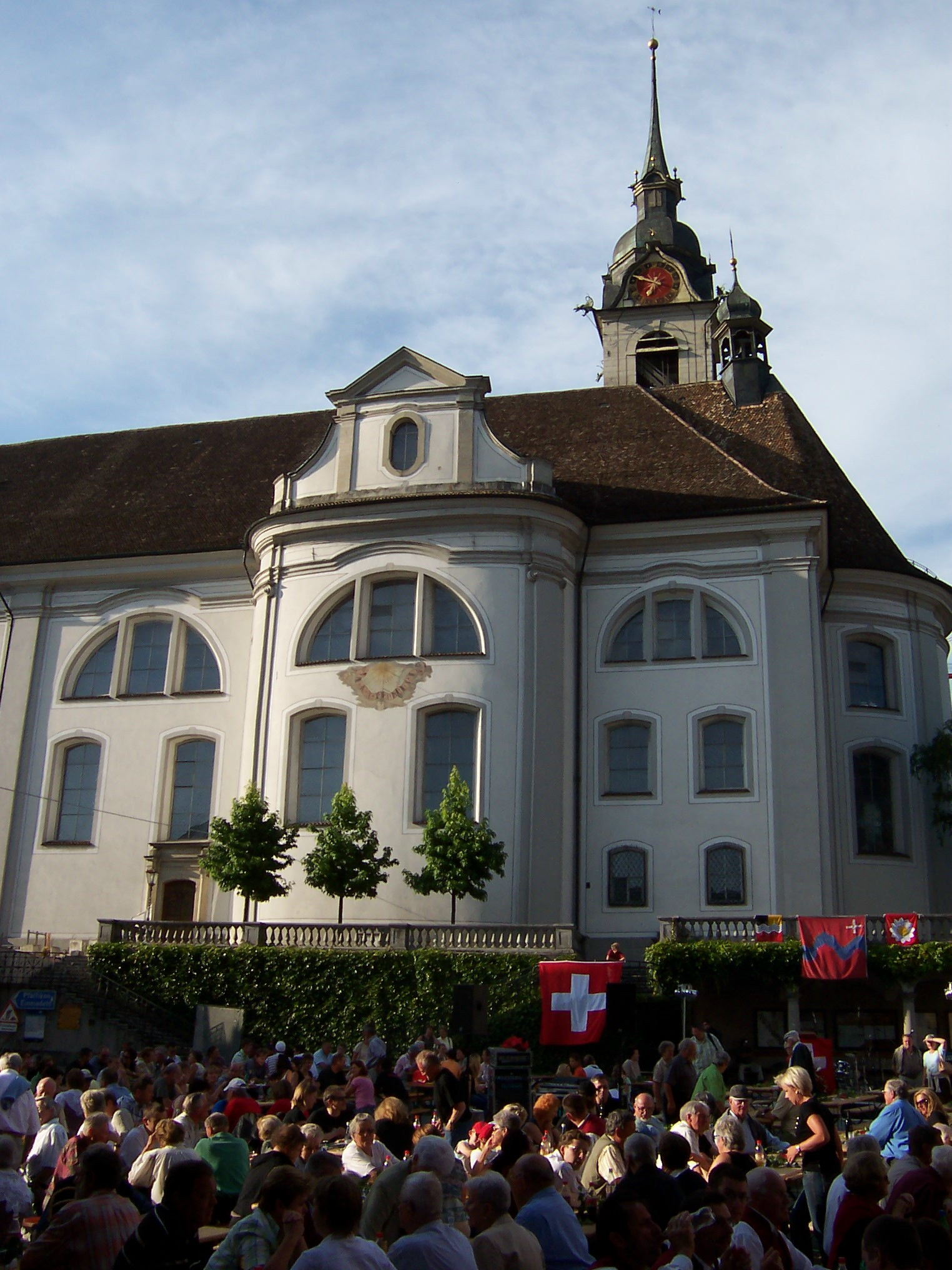
カトリック教区教会
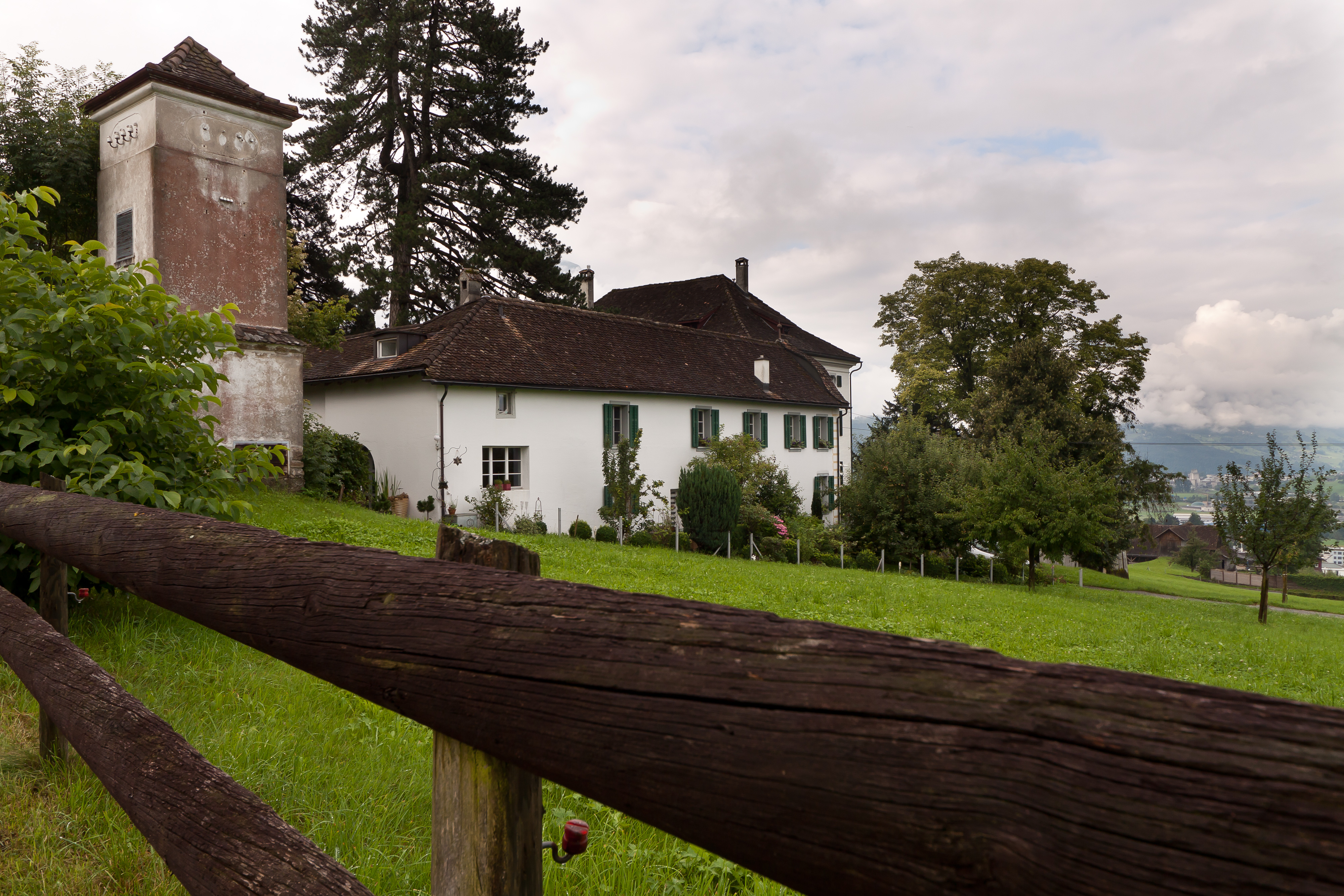
Maihof
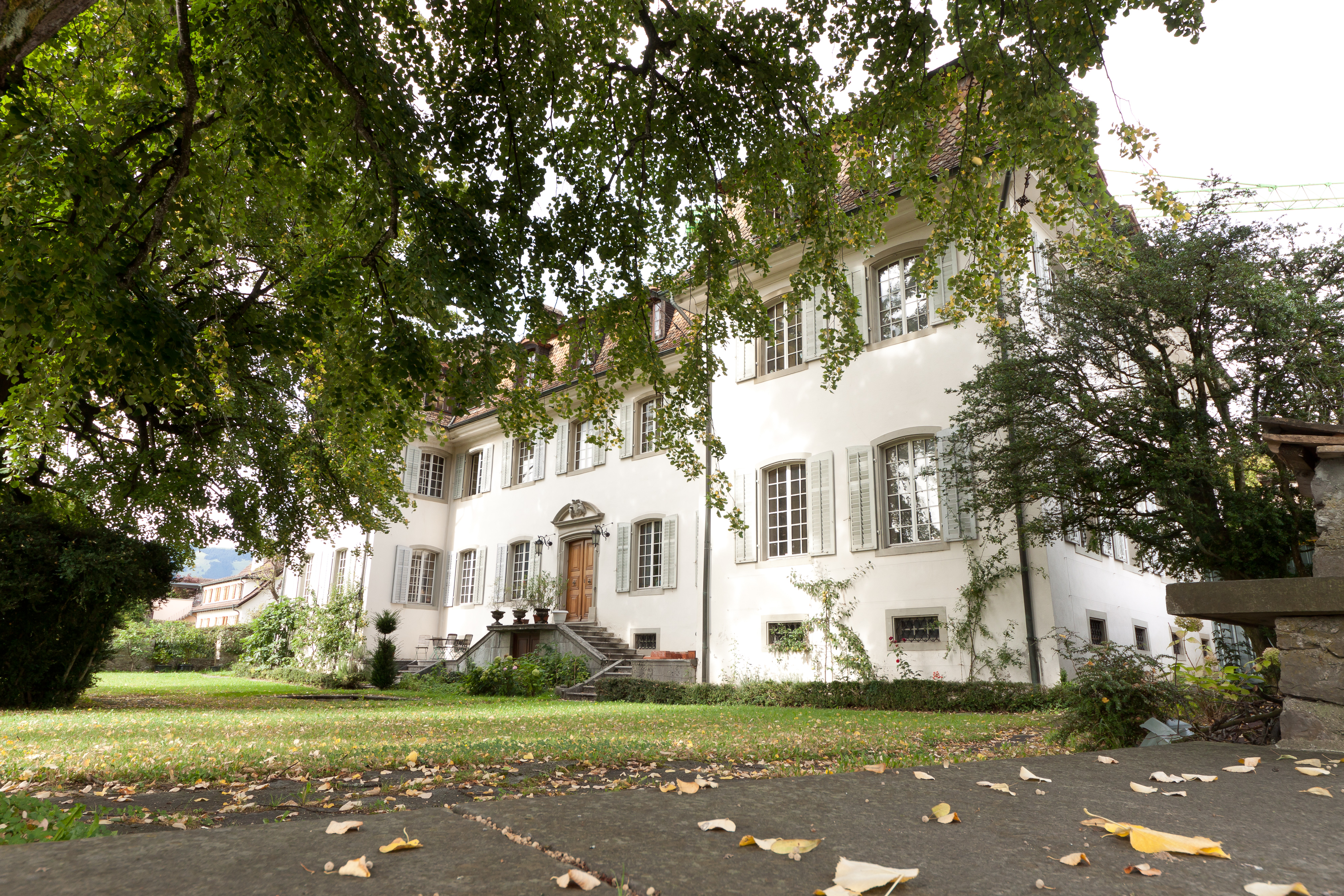
ビュエラー宮殿（旧ヴェーバー宮殿）
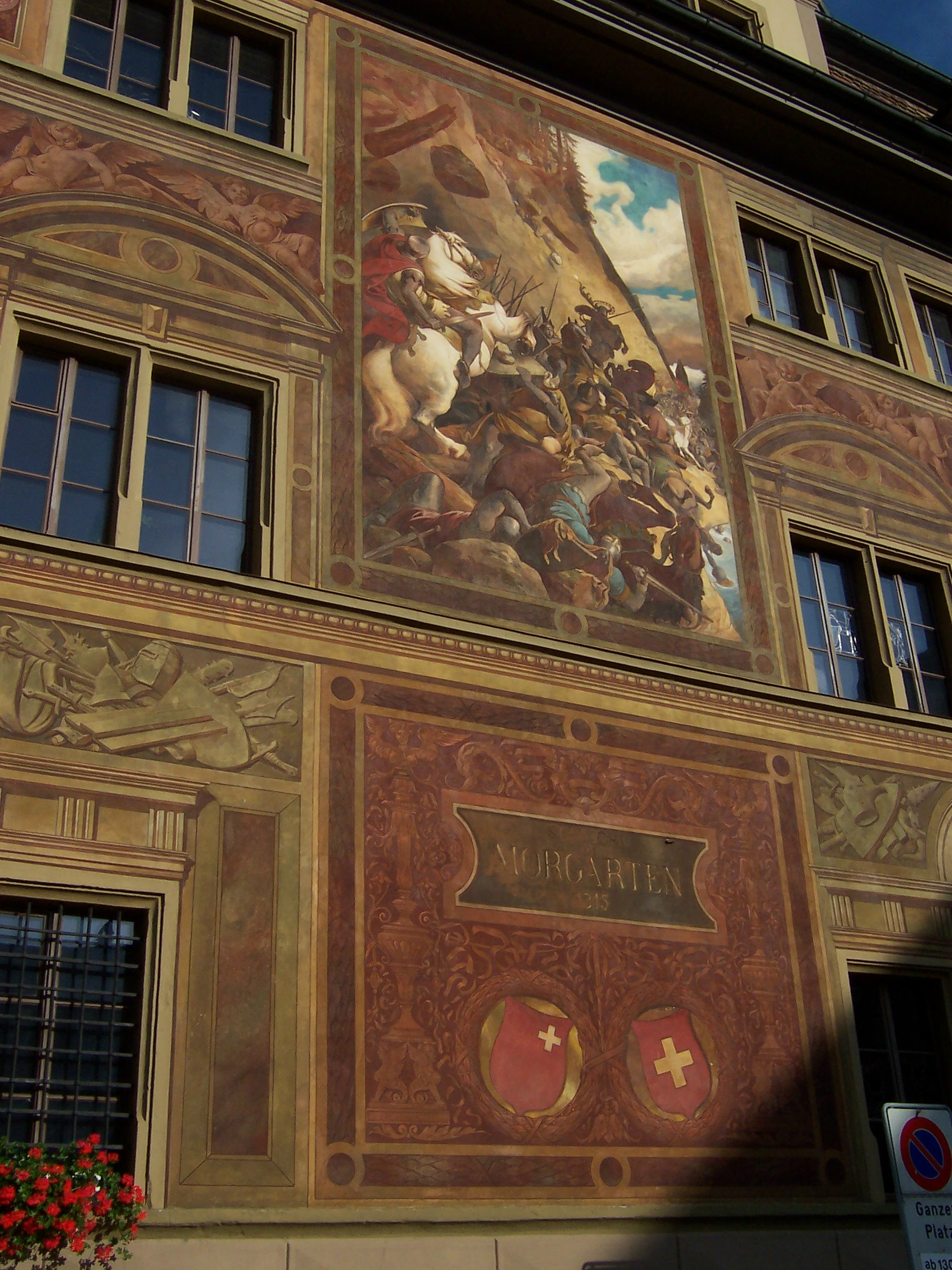
市議会
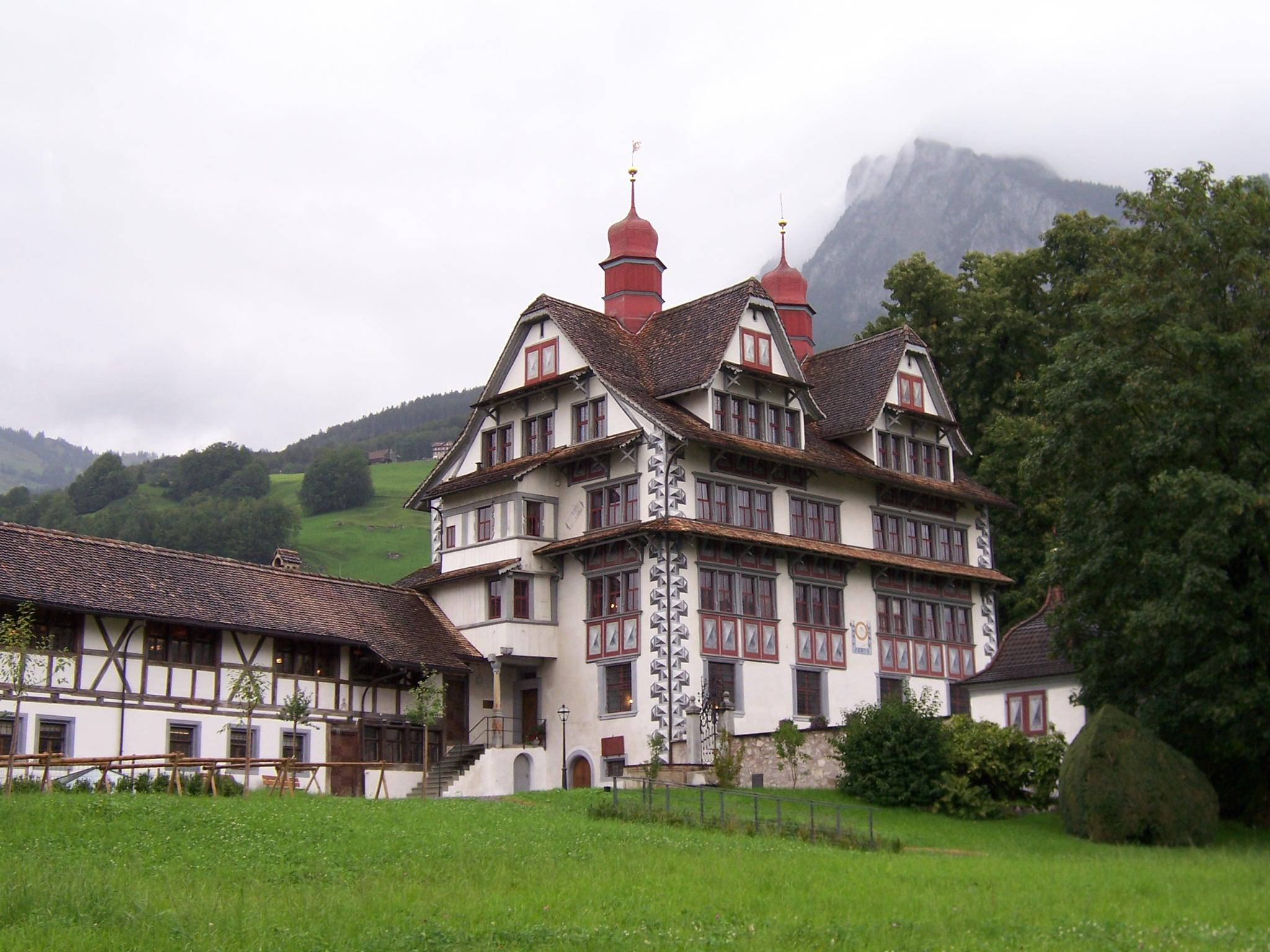
Reding 邸
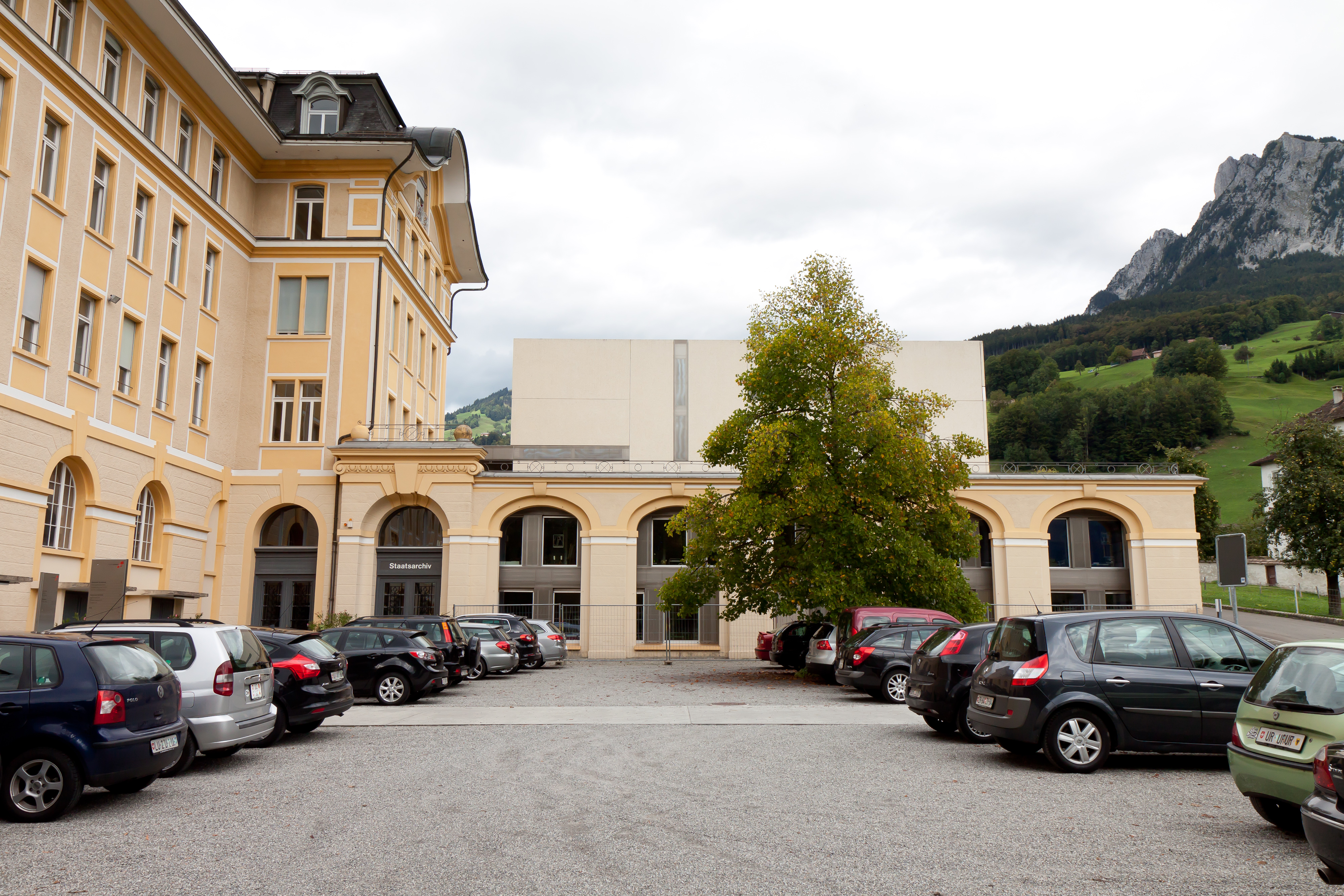
シュヴィーツ州立文書館

## 日本人劇
シュヴィーツでは1863年から謝肉祭に合わせて「日本人劇」（de:Japanesenspiele）が行われている。この年、エメ・アンベールを特命全権公使とする使節団が通商条約締結のため日本に派遣されたことで、日本に対する関心が高まり、想像上の日本を描いた「日本の中のスイス（Die Schweiz in Japan）」が上演された。これが好評を博したため、以降も江戸を舞台とし大君ヘゾヌゾデ（Hesonusode）を主人公とした「日本人劇」が伝統的に行われている。